# Paris Saint-Germain FC
Paris Saint-Germain (također znan i pod kraticama Paris SG ili samo PSG) je francuski profesionalni nogometni klub, smješten u glavnom gradu Parizu. Klub je osnovan 12. kolovoza 1970. godine, zahvaljujući spajanju dvaju dotadašnjih klubova: Paris FC i Stade Saint-Germain. PSG u prvoj francuskoj nogometnoj ligi (poznatijoj kao Ligue 1) igra od 1974. godine čime drži rekord u najvećem broju sezona provedenih u tom elitnom nogometnom natjecanju za redom, a također se smatra i najuspješnijim francuskim klubom postavši trinaest puta prvak Francuske, šesnaest puta osvajač kupa, devet puta osvajač liga kupa i trinaest puta osvajač superkupa. Osvojio je UEFA Ligu prvaka u sezoni 2024./25. Također je proglašen najboljim svjetskim klubom 1994. godine po IFFHS-u, a 1998. godine zauzeo je prvo mjesto na UEFA-inoj ljestvici najboljih klubova čime je postao prvi (i do danas jedini) francuski nogometni klub kojem je to uspjelo.
Park prinčeva, kapaciteta 48.713 mjesta, stadion je na kojem igra Paris Saint-Germain još od 1974. godine. Trening centar se zove Camp des Loges koji također postoji od 1974. godine. PSG je također domaćin Pariškog turnira koji se održava na Parku prinčeva od 1975. godine. Službeni grb kluba sadržava crvenu siluetu Eiffelovog tornja s bijelom kraljevskom kolijevkom Luja XIV. koja se nalazi između stupova tornja, a sve na plavoj pozadini s bijelim rubovima. Takav izgled grba inspirirao je Daniela Hechtera da dizajnira dres koji je postao snažan simbol kluba. Dres je plave boje sa središnjom centralnom vertikalnom trakom s bijelim rubovima. Glavni moto kluba je Paris Est Magique, a njegova službena himna je Allez Paris Saint-Germain autora Les Parisiens. Ženski dio kluba postoji od 1971. godine. Klub je jedno vrijeme čak financirao profesionalnu rugby ligu klubova 1995. godine koja je ukinuta samo dvije godine poslije.
Paris Saint-Germain jedan je od najpopularnijih nogometnih klubova u Francuskoj; oko 11 % populacije navija za klub što ga čini drugim najpopularnijim klubom u Francuskoj, poslije Marseillea. PSG je treći najbogatiji klub u Francuskoj, iza Lyona i Marseillea. Najveće nogometno suparništvo klub ima upravo s Marseilleom s kojim svake sezone igra tzv. Le Classique. U sezoni 2009./10. prosječan broj gledatelja na domaćim utakmicama PSG-a je bio 33.266 – četvrta najveća posjeta u Ligue 1. Klub je bio jedan od osnivača G-14, a također je i član njegovog nasljednika Europskog udruženja klubova. 31. svibnja 2011. godine Paris Saint-Germain je službeno objavio da je Qatar Investment Authority kupio 70 % kluba, završivši tako višemjesečne spekulacije o tome tko će biti njegov novi vlasnik. Colony Capital i Butler Capital Partners, koji su kupili klub od Canala+ 2006. godine, ostali su manjinski vlasnici.

## Povijest
Osnovan 12. kolovoza 1970. godine nakon spajanja dotadašnja dva kluba, Stade Saint-Germain i Paris FC, nogometni klub Paris Saint-Germain oduvijek je predstavljao i Pariz i obližnji Saint-Germain-en-Laye. I budući je toliko ljudi željelo vidjeti veliki klub koji nosi boje njihovog grada, početni tim je u početku radio zapanjujućim tempom. U samo četiri godine, klub je došao u sam vrh francuskog nogometa, a do kraja 70-tih godina prošlog stoljeća "crveno-plavi" su bili spremni za ulazak u povijesne knjige. 1982. i 1983. godine PSG je osvojio naslov prvaka francuskog kupa, prije nego što su 1986. godine po prvi put postali prvaci francuske Ligue 1 – ostvarenje koje je otvorilo vrata Europe i nekih povijesnih susreta, prvenstveno s Juventusom.
Međutim, koliko god te utakmice bile značajne, 90-te godine prošlog stoljeća bile su još plodnije, kada je Paris Saint-Germain ušao u zlatno razdoblje nakon što je klub u svibnju 1991. godine kupio televizijski gigant Canal+. Uz tako ozbiljan kapitalni ulog, klub je postavio još više ciljeve. U razdoblju između 1992. i 1998. godine dosegnuli su dva finala Kupa pobjednika kupova – pobijedivši u onom 1996. godine – polufinale Lige prvaka i dva puta polufinale Kupa UEFA. U domaćim natjecanjima rezultati su bili još bolji, budući je klub osvojio još jedan naslov prvaka Ligue 1, tri francuska kupa, dva liga kupa i dva prvaka superkupa.
Na žalost mnogih navijača kluba, Paris Saint-Germain do danas nije uspio ponoviti navedene rezultate. Osvojena su još tri trofeja, ali kriza je uvijek bila prisutna tu negdje. Njihova forma konstantno je padala, pa su u sezonama 2004./05. i 2005./06. završili na tek devetom mjestu. Sezona 2006./07. bila je još gora, budući u njoj nisu uspjeli doći do finala niti jednog domaćeg kupa, a ligu su završili na 15. mjestu – tek tri mjesta iznad zone ispadanja u drugu ligu. Nakon prodaje kluba od strane Canala+ Colony Capitalu, Butler Capital Parnersima i Morgan Stanleyju, PSG je nastavio s lošim rezultatima u ligi pa su u sezoni 2007./08. završili na 16. mjestu, samo tri boda iznad zone ispadanja. Ipak, PSG je uspio osvojiti liga kup i doći do finala francuskog kupa gdje je izgubio od prvaka Ligue 1 Lyona. U sezoni 2008./09. PSG se polako počeo oporavljati i borio se za naslov prvaka gotovo cijele sezone, iako je na kraju završio na 6. mjestu bez mogućnosti odlaska na europska natjecanja sljedeće sezone. Colony Capital otkupio je sve dionice Morgan Stanleyja i na taj način postao 95 %-tni vlasnik kluba. Sezona 2009./10. postala je prva u povijesti u kojoj su oba kluba – i ženski i muški – uspjeli osvojiti nacionalne kupove. PSG je osvojio francuski kup, dok su djevojke osvojile ženski kup.
Sreća kluba napokon se okrenula kada ga je u ljeto 2011. godine kupio Qatar Investment Authority s jednim ciljem: osvojiti Ligu prvaka. Paris Saint-Germain je u sljedećih nekoliko mjeseci doveo brojne igrače, a sezonu 2011./12. u Ligue 1 završili su na drugom mjestu postavivši rekord za najveći broj osvojenih bodova (79) drugoplasiranog kluba u domaćem prvenstvu. U sezoni 2019./20. PSG je dosegnuo najveći uspjeh postavši viceprvak Europe.

## Stadion
Stadion Georges Lefèvre bio je od 1904. do 1970. godine glavni stadion na kojem je igrao klub Stade Saint-Germain sve do spajanja sa susjednim klubom Paris FC. Stadion je promijenio ime u Georges Lefèvre 1945. godine po igraču Stade Saint-Germaina koji je poginuo na fronti 1940. godine. Nakon osnivanja Paris Saint-Germaina 1974., Camp des Loges postao je trening centar za klub. 4. studenog 1975. godine PSG-ov trening centar je službeno otvoren, a Pedro Alonso postao je njegov prvi direktor. 15. ožujka 2006. godine Paris Saint-Germain je objavio da će se nakratko preseliti iz svog trening centra koji će se za to vrijeme obnavljati. Renovacije su započele u siječnju 2008. godine, a dovršene su 4. listopada iste godine. Kompletna renovacija koštala je 5 milijuna Eura. Inauguriran je 4. studenog 2008. godine. Camp des Loges je trening centar za seniorski tip, ali i za rezervni tip te pripadnike nogometne akademije (muške i ženske) kao i za kompletan ženski dio kluba. 
Tijekom sezone 1970./71., PSG je igrao neke utakmice na stadionu Jean-Bouin, ali je posjeta bila puno manja nego na stadionu Georges Lefèvre. PSG je svoje domaće utakmice započeo igrati na Stade de France od sezone 1971./72. 10. studenog 1973. godine PSG je svoju prvu utakmicu odigrao na Parku prinčeva protiv kluba Red Star Saint-Ouen. Međutim, tek je od 1974. godine postao jedini klub koji se koristi tim stadionom. Nekoliko su utakmica morali odigrati i na stadionima Olympique Yves-du-Manoir i Stade de France zbog preuređenja Parka prinčeva.
1992. godine televizijski kanal Canal+, vlasnik PSG-a u to vrijeme, preuzeo je kontrolu na SESE-om, kompanijom koja je držala koncesije na Parku prinčeva od lipnja 1988. godine. Klub je plaćao svoju rentu direktno Canalu+. 28. lipnja 1999. godine grad Pariz je produžio koncesiju za Park prinčeva na dodatnih 15 godina. 18. veljače 2002. godine Paris Saint-Germain u potpunosti je prisvojio stadion, a uredi kluba preseljeni su u novu zgradu. 11. travnja 2006. godine Canal+ je prodao PSG konzorcijumu Colony Capital, Butler Capital Partners i Morganu Stanleyju. Odmah nakon toga grad Pariz je produžio koncesije sve do 2014. godine. Najveća posjeta stadiona u prosjeku izračunata je za sezonu 1999./00. s 43,185 gledatelja po utakmici. Rekord u broju gledatelja i dalje drži utakmica odigrana 2. ožujka 1983. godine između PSG-a i SV Waterschei Thora u četvrt-finalu Kupa pobjednika kupova na kojoj je izbrojano 49.575 gledatelja. Prosječna posjeta domaćih utakmica u sezoni 2009./10. bila je 33.266 što klub smješta na četvrto mjesto najposjećenijih utakmica u Ligue 1.

## Navijači
Navijači kluba poznati su kao parižani (parisiens). U Francuskoj otprilike 11 % populacije navija za Paris Saint-Germain, čime dijeli drugo mjesto na ljestvici najomiljenijih nogometnih klubova u Francuskoj s Lyonom (ispred njih je samo Marseille koji ima 20 % navijača Francuske). U svijetu je PSG drugi najpopularniji francuski klub, odmah iza Marseilla, a slijedi ga Lyon. bivši Francuski predsjednik Nicolas Sarkozy je jedan od navijača PSG-a. Paris Saint-Germain je poznat po tome da privlači krajnje desničarske bijele navijače, ali i pripadnike multi-etničke populacije. Tribina Kop of Boulogne je posebno mjesto na Parku prinčeva gdje se nalaze Boulogne Boysi, jedna od najpoznatijih navijačkih skupina kluba. Radi se o jednoj od najpoznatijih tribina u francuskom nogometu zbog česte povezanosti s navijačkim nasiljem i krajnje desničarskim političkim grupama. Skupina je postala poznata ne samo kao sinonim za navijački vandalizam, već i zbog rasizma i fašizma još od 80-tih godina prošlog stoljeća, a povezuju ih i s brojnim incidentima koji su se dogodili u prošlosti. Boulogne Boysi su se često tukli s pripadnicima drugih navijačkih skupina PSG-a mnogo godina. Od 2008. godine, u jeku nasilja na Parku prinčeva, francuske vlasti ukinule su čak sedam navijačkih skupina PSG-a: Tribune d'Auteuil, Supras Auteuil 1991, Paris 1970 la Grinta, Les Authentiks, Boulogne Boys (jedna od najstarijih i najpoznatijih huliganskih navijačkih skupina u Francuskoj), Commando Loubard i Milice Paris.

## Le Classique
Le Classique (poznata i pod nazivom Derby de France) je nogometna utakmica koju igraju Paris Saint-Germain i Olympique de Marseille. Termin Le Classique prezuet je iz španjolske nogometne lige gdje Real Madrid i Barcelona igraju poznati El Clásico. Radi se o derbiju koji je postao vrlo značajan krajem 80-tih i početkom 90-tih godina prošlog stoljeća. Canal+, vlasnik PSG-a, i Bernard Tapie, vlasnik Marseillea, započeli su promovirati zajedničke utakmice i rivalstvo dvaju klubova kako bi privukli što veći dio nacije da dođu na utakmice. Tenzije između navijača Marseillea i PSG-a su legendarne, budući oba kluba igraju na fantastičnim stadionima – Parku prinčeva (PSG) i Vélodrome (Marseille) – koji za vrijeme derbija doslovno "isijavaju" obožavateljima oba kluba. Uz sve to, različite navijačke skupine oba kluba mrze jedni druge i skloni su incidentima. Zbog toga se prije svake njihove utakmice pojačava osigranje na stadionima kako bi se spriječili eventualni sukobi, ali nasilne epizode i dalje se vrlo često događaju.
Kao i sva druga rivalstva, antipatije navijača Paris Saint-Germaina i Marseillea izlaze van granica stadiona budući se radi o dva najveća grada u Francuskoj te o dva najuspješnija i najutjecajnija nogometna kluba koji su zajedno osvojili trinaest titula Ligue 1, šesnaest francuskih kupova, devet liga kupova i trinaest superkupova. Oba kluba su također (do danas) jedini francuski klubovi koji su osvojili neko europsko nogometno natjecanje – Paris Saint-Germain Kup pobjednika kupova 1996. godine, a Marseille Ligu prvaka 1993. godine. PSG i Marseille bili su najdominantniji klubovi u Ligue 1 sve do pojave Lyona, početkom 21. stoljeća. Međutim, unatoč njihovim usponima i padovima, PSG i Marseille – skupa sa Saint-Étienneom – ostaju jedini francuski klubovi s vrlo vjernom i strastvenom skupinom obožavatelja, koji svim njihovim utakmicama daju poseban čar.

## Klupski uspjesi

### Domaći uspjesi
Ligue 1
- Prvak (13): 1985./86., 1993./94., 2012./13., 2013./14., 2014./15., 2015./16., 2017./18., 2018./19., 2019./20., 2021./22., 2022./23., 2023./24., 2024./25.

Ligue 2
- Prvak (1): 1970./71.

Coupe de France
- Prvak (16): 1982., 1983., 1993., 1995., 1998., 2004., 2006., 2010., 2015., 2016., 2017., 2018., 2020., 2021., 2024., 2025.

Coupe de la Ligue
- Prvak (9): 1995., 1998., 2008., 2014., 2015., 2016., 2017., 2018., 2020.

Trophée des Champions
- Prvak (13): 1995., 1998., 2013., 2014., 2015., 2016., 2017., 2018., 2019., 2020., 2022., 2023., 2024.

### Europski uspjesi
UEFA Liga prvaka:
- Prvak (1): 2024./25. (finale)
- Finalist (1): 2019./20. (finale)

Kup pobjednika kupova:
- Prvak (1): 1995./96. (finale)
- Finalist (1): 1996./97. (finale)

Intertoto kup:
- Prvak: 2001.

UEFA Superkup:
- Osvajač (1): 2025.
- Finalist (1): 1996.

## Poznati igrači
Kapetan francuske nogometne reprezentacije, Jean Djorkaeff pridružio se Paris Saint-Germainu 1970. godine i tako postao prvi profesionalni nogometaš i prvi kapetan kluba. Trenutni kapetan kluba je Mamadou Sakho koji je zamijenio Claudea Makéléléa koji je otišao u mirovinu nakon sezone 2010./11. Službena internet stranica kluba PSG.fr izabrala je portugalca Pauletu kao najboljeg igrača u klupskoj povijesti. On je ujedno i najbolji strijelac kluba bio sa 110 postignutih pogodaka, ali Zlatan Ibrahimović je oborio njegov rekord u 2015. godini. Pauleta je u pet godina zabio 109 pogodaka u 211 utakmica, a Šveđaninu je trebalo 137 utakmica da obori rekord. Paris Saint-Germain duguje svoj uspjeh i nezaboravnom Safetu Sušiću. Jugoslavenski reprezentativac je postigao 85 pogodaka i ostvario rekordnu 61 asistenciju. Francuski magazin France Football izabrao je upravo Sušića za najboljeg igrača u klupskoj povijesti. Jean-Marc Pilorget postao je igrač s najviše nastupa za klub (435). George Weah je najbolji strijelac kluba u povijesti kad su u pitanju europska natjecanja (16 zgoditaka). "Gospodin George" također je prvi (i za sada jedini) igrač PSG-a koji je osvojio Zlatnu loptu i bio proglašen najboljim nogometašem godine od strane FIFA-e. Javier Pastore i Ronaldinho su najskuplje transakcije u povijesti kluba do danas. Pastore je plaćen rekordnih 42 milijuna Eura što nije samo rekord PSG-a, već i kompletne Ligue 1. Ronaldinho, s druge strane, je najbolje prodani igrač – PSG ga je prodao Barceloni za rekordnih 32 milijuna eura. Najuspješniji igrači kluba su Alain Roche i Paul Le Guen s devet osvojenih trofeja s klubom. 

### Popis poznatih igrača
| ALBANIJA - Lorik Cana - Edwin Murati ALŽIR - Ali Benarbia - Mohamed Benhamou - Mustapha Dahleb ARGENTINA - Mauricio Pochettino - Gabriel Heinze - Juan Pablo Sorín - Osvaldo Ardiles - Carlos Bianchi - Gabriel Calderón - Marcelo Gallardo AUSTRIJA - Richard Niederbacher BOSNA I HERCEGOVINA - Safet Sušić - Vedad Ibišević - Vahid Halilhodžić BRAZIL - Abel Braga - Leonardo - Raí - Ronaldinho - Valdo - Ricardo Gomes - Vampeta - Christian - Neymar CRNA GORA - Branko Bošković ČAD - Nabatingue Toko | ČEŠKA - David Rozehnal ENGLESKA - Ray Wilkins - David Beckham FRANCUSKA - Nicolas Anelka - Jocelyn Angloma - Dominique Baratelli - Dominique Bathenay - Joël Bats - Daniel Bravo - Benoît Cauet - José Cobos - Patrick Colleter - Frédéric Déhu - Vikash Dhorasoo - Sylvain Distin - Jean-Pierre Dogliani - Raymond Domenech - Jean Djorkaeff - Youri Djorkaeff - Didier Domi - Luis Fernández - Laurent Fournier - David Ginola - Vincent Guérin - Jean-Noël Huck - Gérard Janvion - Philippe Jeannol - Antoine Kombouaré - Bernard Lama - Jean-Michel Larqué - Paul Le Guen - Jean-Claude Lemoult - Lionel Letizi | - Francis Llacer - Patrice Loko - Kylian Mbappé - Bruno N'Gotty - David N'Gog - Jose-Karl Pierre-Fanfan - Jean-Marc Pilorget - Laurent Robert - Alain Roche - Dominique Rocheteau - Jean-Luc Sassus - Amara Simba - Daniel Xuereb GVINEJA - Kaba Diawara HRVATSKA - Ivica Šurjak - Zlatko Vujović ITALIJA - Marco Simone IZRAEL - Mordechai Spiegler KAMERUN - Modeste M'Bami - Patrick Mboma KOLUMBIJA - Mario Yepes LIBERIJA - George Weah MAROKO - Talal El Karkouri NIGERIJA - Jay Jay Okocha - Bartholomew Ogbeche - Godwin Okpara | NJEMAČKA - Christian Wörns PANAMA - Julio Dely Valdes PORTUGAL - Humberto Coelho - Hugo Leal - Hélder - Daniel Kenedy - Pauleta REPUBLIKA KONGO - François M'Pelé RUSIJA - Sergei Semak - Igor Yanovski SENEGAL - Saar Boubacar - Aliou Cissé SRBIJA - Danijel Ljuboja - Marko Pantelić ŠPANJOLSKA - Mikel Arteta - Enrique de Lucas ŠVEDSKA - Zlatan Ibrahimović TUNIS - Selim Benachour URUGVAJ - Cristian Rodriguez |

## Dosadašnji treneri
Paris Saint-Germain do danas je vodilo 37 trenera od čega je njih 28 bilo u punom radnom odnosu od Pierrea Phelipona, prvog trenera PSG-a 1970. godine. Najuspješniji trener je Luis Fernández koji je osvojio pet trofeja s klubom: francuski kup, liga kup, superkup, Kup pobjednika kupova i Intertoto kup. On je također najduži trener što se vođenja utakmica tiče (vodio je njih 244). Što se, pak, vremenskog razdoblja tiče, najduži treneri su Luis Fernández i Georges Peyroche koji su na klupi sjedili punih 5 godina. 

### Popis dosadašnjih trenera
- Pierre Phelipon (1970. – 1972.)
- Robert Vicot (1972. – 1975.)
- Just Fontaine (1973. – 1976.)
- Velibor Vasović (1976. – 1977., 1978. – 1979.)
- Jean-Michel Larqué (1977. – 1978.)
- Pierre Alonzo (1976. – 1977., 1978. – 1980.)
- Georges Peyroche (1979. – 1983., 1984. – 1985.)
- Lucien Leduc (1983. – 1984.)
- Christian Coste (1984. – 1985.)
- Gérard Houllier (1985. – 1988.)
- Erick Mombaerts (1988.)
- Tomislav Ivić (1988. – 1990.)
- Henri Michel (1990. – 1991.)
- Artur Jorge (1991. – 1994., 1998. – 1999.)
- Luis Fernández (1994. – 1996., 2000. – 2003.)
- Ricardo Gomes (1996. – 1998.)
- Alain Giresse (1998.)
- Philippe Bergeroo (1999. – 2000.)
- Vahid Halilhodžić (2003. – 2005.)
- Laurent Fournier (2005. – 2006.)
- Guy Lacombe (2006. – 2007.)
- Paul Le Guen (2007. – 2009.)
- Antoine Kombouaré (2009. – 2011.)
- Carlo Ancelotti (2011. – 2013.)
- Laurent Blanc (2013. – 2016.)
- Unai Emery (2016. – 2018.)
- Thomas Tuchel (2018. – 2020.)
- Mauricio Pochettino (2021. – 2022.)
- Christophe Galtier (2022. – 2023.)
- Luis Enrique (2023. – danas)

## Vanjske poveznice
|  | Zajednički poslužitelj ima još gradiva o temi Paris Saint-Germain FC |

- Službene stranice PSGa